# Амерцвилер
Амерцвилер (фр. Ammerzwiller) насеље је и општина у источној Француској у региону Алзас, у департману Горња Рајна која припада префектури Алткирх.
По подацима из 2011. године у општини је живело 374 становника, а густина насељености је износила 122,62 становника/km². Општина се простире на површини од 3,05 km². Налази се на средњој надморској висини од 300 метара (максималној 307 m, а минималној 286 m).

## Демографија
| 1962. | 1968. | 1975. | 1982. | 1990. | 1999. | 2011. |
| ----- | ----- | ----- | ----- | ----- | ----- | ----- |
| 210   | 215   | 275   | 268   | 278   | 314   | 374   |

График промене броја становника у току последњих година